# Apogonia sibutensis
Apogonia sibutensis är en skalbaggsart som beskrevs av Moser 1917. Apogonia sibutensis ingår i släktet Apogonia och familjen Melolonthidae. Inga underarter finns listade i Catalogue of Life.